# متنزه كولوفيزي الوطني
حديقة كولوفيسي الوطنية هي إحدى الحدائق الوطنية الواقعة في منطقة إيتيلا سافو في فنلندا. تأسست الحديقة في عام 1990، وتبلغ مساحتها نحو 23 كيلومترًا مربعًا (8.9 أميال مربعة).
تُعد الحديقة موطنًا طبيعيًا نادرًا، إذ تُحافظ على بيئة فقمة سايما الحلقية، وهي نوع مهدد بالانقراض. وتتميز كولوفيسي بمناظر طبيعية وعرة تشكلت خلال العصر الجليدي، من أبرزها المنحدرات الصخرية التي ترتفع مباشرة من مياه البحيرات، وقد عُثر في بعض هذه المواقع على رسومات كهوف قديمة.
يُمنع استخدام القوارب الآلية داخل المنطقة، حفاظًا على البيئة الهشة. في المقابل، يمكن للزوار الاستمتاع برياضة التجديف بقوارب الكاياك أو القوارب التقليدية، كما تتوفر في الحديقة العديد من المسارات المخصصة للمشي والاستكشاف.[بحاجة لمصدر]

## روابط خارجية
- Outdoors.fi – منتزه كولوفيسي الوطني